# کیم سون-هیانگ
}}
کیم سون-هیانگ (به کره‌ای: 김선향،  زادهٔ ۹ آوریل ۱۹۹۷) یک کشتی‌گیر آزادکار اهل کشور کره شمالی است.
از افتخارات وی می‌توان به کسب مدال نقره بازی‌های آسیایی ۲۰۲۲ و مدال برنز مسابقات قهرمانی کشتی جهان ۲۰۱۷ اشاره کرد.